# Campodorus marginator
Campodorus marginator är en stekelart som beskrevs av Dmitriy R. Kasparyan 2006. Campodorus marginator ingår i släktet Campodorus och familjen brokparasitsteklar. Inga underarter finns listade.